# Mm tree

在Linux kernel开发社群，-mm 分支表示由安德魯·莫頓维护的内核版本。
-mm 内核树承担 Linux 内核开发的“正在开发的”版本角色，此前以奇数版本号标识（内核版本命名约定请参见 section）。当前新的试验性代码存在于 2.6.x-mm 内核树，历史上 -mm 树专注于在内核的内存管理 (memory management, mm)部分的开发。
很偶然的 -mm 树塞满了新的补丁，测试越来越困难， 在2007年9月17日安德魯·莫頓发了一封邮件说 "this just isn't working any more".